# Noruega no Festival Eurovisão da Canção Júnior
Noruega foi um dos países fundadores do Festival Eurovisão da Canção Júnior em 2003.
O melhor resultado da Noruega no concurso foi em 2005, quando Malin Reitan ficou em terceiro com a música "Sommer og skolefri". Em 2006, a NRK decidiu se retirar do concurso, juntamente com o SVT da Suécia e o DR da Dinamarca devido a uma mudança de regra que permitia a participação de crianças profissionais. Em vez disso, as emissoras escandinavas reviveram o MGP Nordic, anteriormente realizado em 2002. A Noruega não participa do concurso desde então.

## Participação[2]
Legenda
     Vencedor
     2.º lugar
     3.º lugar
     Pontuação Nula ("Null Points")/Último Lugar
     Melhor classificação (fora do top 3)
     Qualificação para a final (fora do top 3)
     País-anfitrião
     Desclassificado
| Ano  | Sede        | Artista      | Canção                    | Lugar | Pts |
| ---- | ----------- | ------------ | ------------------------- | ----- | --- |
| 2003 | Copenhague  | 2Ou          | "Sinnsykt gal forelsket"  | 13/16 | 18  |
| 2004 | Lillehammer | @lek         | "Em stjerne skal jeg bli" | 13/18 | 12  |
| 2005 | Hasselt     | Malin Reitan | "Sommer og skolefri"      | 3/16  | 123 |

## Votações
Noruega tem dado mais pontos a...
| N.º | País               | Pts |
| --- | ------------------ | --- |
| 1   | Dinamarca          | 32  |
| 2   | Croácia            | 25  |
| 3   | Espanha            | 20  |
| 3   | Bielorrússia       | 20  |
| 4   | Roménia            | 14  |
| 5   | Bélgica            | 12  |
| 6   | Reino Unido        | 11  |
| 7   | Suécia             | 8   |
| 7   | Grécia             | 8   |
| 8   | Países Baixos      | 7   |
| 9   | Macedonia do Norte | 5   |
| 9   | Rússia             | 5   |
| 10  | Letónia            | 4   |

Noruega tem recebido mais pontos de...
| N.º | País               | Pts |
| --- | ------------------ | --- |
| 1   | Dinamarca          | 22  |
| 2   | Suécia             | 21  |
| 3   | Espanha            | 13  |
| 4   | Letónia            | 11  |
| 5   | Países Baixos      | 10  |
| 5   | Malta              | 10  |
| 6   | Reino Unido        | 8   |
| 7   | Macedonia do Norte | 7   |
| 7   | Bélgica            | 7   |
| 7   | Bielorrússia       | 7   |
| 8   | Grécia             | 6   |
| 9   | Chipre             | 5   |
| 9   | Roménia            | 5   |
| 10  | Croácia            | 4   |

## 12 pontos
- Noruega tem dado 12 pontos a:

| Ano  | País e Bandeira |
| ---- | --------------- |
| 2003 | Croácia         |
| 2004 | Dinamarca       |
| 2005 | Dinamarca       |